# Hyperrealismus
Hyperrealismus (superrealismus, navazuje na fotorealismus) je umělecký směr pocházející ze Spojených států amerických, který se projevuje v malbě a sochařství od 60. let 20. století, poté i v literatuře, komiksu, filmu. Jako sociálně-kulturní specifikum západní společnosti a samostatné téma filosofické reflexe jej etabloval Jean Baudrillard.
Hyperrealismus je spíše tendencí, než uměleckým stylem – potřebou vztáhnout se k předmětné skutečnosti v podobném smyslu jako je tomu u dalších realismů v celých dějinách nejen vizuálního umění (caravaggismus, realismy devatenáctého století, nová věcnost apod.). Není otevřeně společensky kritický, nesleduje konkrétní agendu. Na rozdíl od fotorealismu ale nezpochybňuje tvůrčí gesto autora – prezentuje jeho vidění a zkušenost s vnějším světem. Jeho zaujetí tím, co existuje, a tedy jistá míra angažovanosti („nastavování zrcadla“), spočívá v prosazování identity, hodnoty a exprese samotné věci.

## Výtvarné umění
Hyperrealismus bývá často spojován s fotorealismem a dalšími druhy radikálních realismů, iluzionismem, verismem apod. Jeho specifikem je přísné soustředění se na skutečnost, jejímuž co možná nejpřesnějšímu zachycení podřizuje všechny využité prostředky (iluze apod.). Na rozdíl od fotorealismu využívá technických obrazů (fotografie, filmu apod.) jen jako pomůcek pro dosažení větší ostrosti – nezpochybňuje tak malbu nebo její možnosti, naopak je zdůrazňuje (považuje malbu za „plnější“, protože formálně a technicky bohatější).
Velice často jsou hyperrealistické prostředky využívány také v žánrové či klasické, akademické malbě, kde fungují jako svého druhu prostředek ozvláštnění. V tomto případě představují jednu z možných formálních strategií, která umocňuje expresivní výraz autorského gesta, subjektivního způsobu vidění a prožitku.

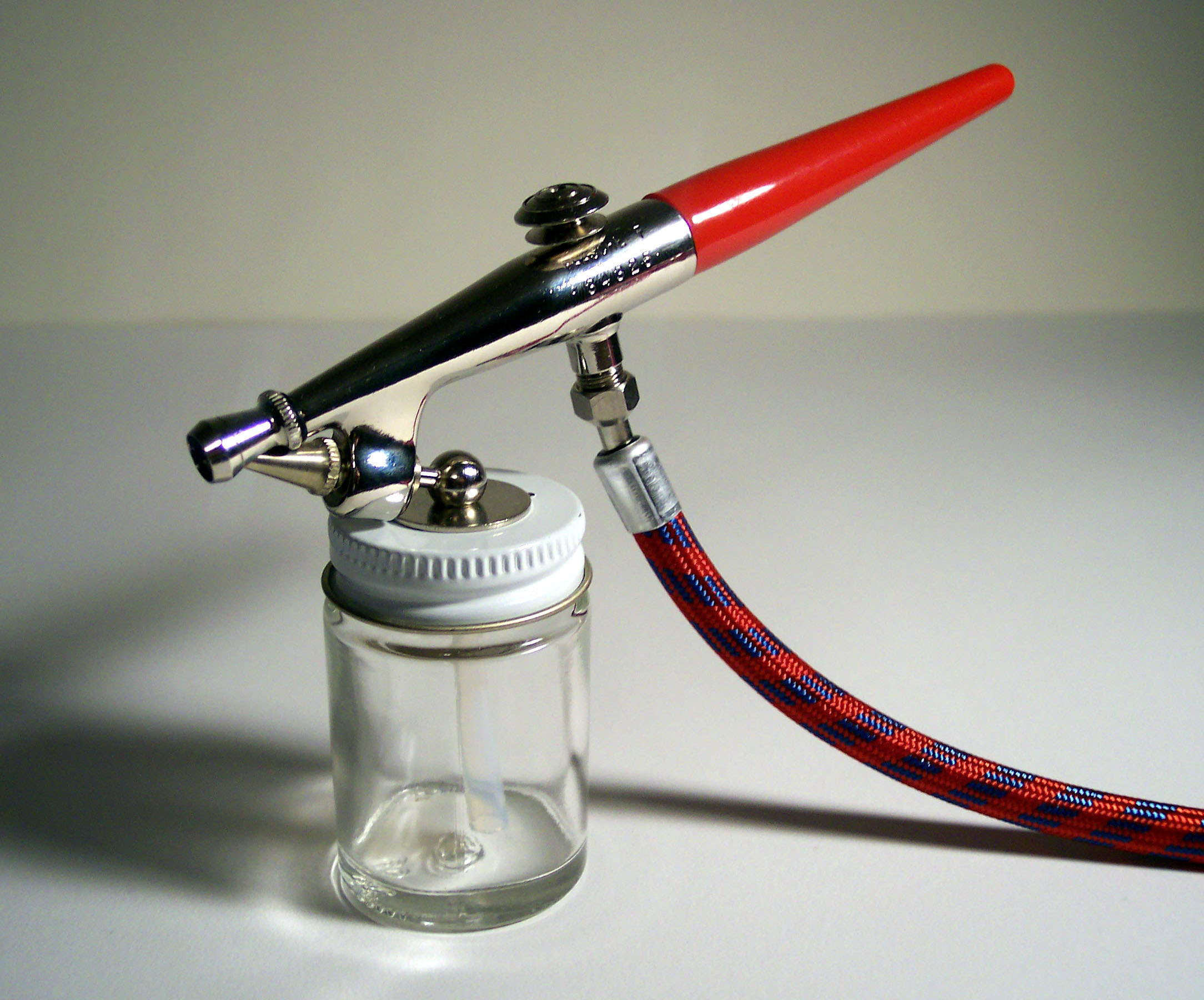
Základním nástrojem pro airbrush jsou miniaturní stříkací pistole s tryskou o průměru od 0,15mm do 1,2mm.

### Hyperrealismus dnes
Hyperrealistické malby na rozdíl od klasického fotorealismu 70. let zpracovávají viděnou skutečnost ještě přesněji. Hyperrealismus překračuje fotorealismus o znalost zobrazovaného objektu – nezjednodušuje. Hyperrealista maluje věci s „maximální hloubkou ostrosti“. Když vytváří v obraze krajiny listí nebo trávu, tak nepoužívá malířskou zkratku, ale takřka dogmaticky vykreslí na plátně vše o čem ví, že se v daném záběru vyskytuje. Podobně i vlasy nebo póry kůže u portrétů, jak to lze pozorovat v obrazech Gottfrieda Helnweina. Hyperrealističtí sochaři jako Ron Mueck při konstrukci svých figurálních soch využívají reálné vlasy nebo jejich dokonalé imitace. Nevyhýbají se ani odlévání lidských částí těla pro dosažení maximálně věrného zachycení pórů kůže.

### Hyperrealismus v Česku
Postupný návrat k předmětné skutečnosti v sedmdesátých letech dvacátého století proto představuje zásadní moment – většina autorů se k ní navíc vztahovala právě se zkušeností abstrakce či informelu, často surrealismu. Mladší generace (po roce 1989) naopak hyperrealismem (ve smyslu fascinace viděným i řemeslem) začínají a postupně jej opouštějí ve prospěch expresivněji laděné tvorby. Otázkou, která obě generace spojuje a je také zásadní kritickou přítěží realismů, je ta, zda lze proniknout za viděné, zda dokonalost formy (technického zpracování) cokoli sděluje o podstatě věci.

### Technika
Většina autorů využívá klasické malířské postupy. Specifickou techniku představuje americká retuš neboli airbrush. Je to způsob nanášení barev za pomocí rozprašovače. Stříkací pistole je napojena na kompresor, který žene vzduch pod tlakem do pistole. Ta má výměnné trysky, které dovolují na plátně vytvořit stopu barvy šířky od několika málo milimetrů až po desítky centimetrů. Touto technikou lze vytvářet velice plynulé přechody barev v ploše, stejně jako drobné detaily. Specifikou této techniky je také i to, že barvy jsou nanášeny v extrémně tenkých vrstvách, takže na plátně nezůstává žádný malířský rukopis, jak tomu bývá u klasického nanášení barev štětcem.
Důvodem je jednak snaha o co nejdokonalejší postižení vizuálních kvalit věci, jednak velikost pláten.

## Představitelé

### Zahraniční malíři
- John Baeder
- Tom Blackwell
- Jack Beal
- Robert Bechtle
- Charles Bell
- Carolyn Brady
- Maurizio Cattelan
- Chuck Close
- Robert Cottingham
- Don Eddy
- Richard Estes
- Audrey Flacková, americká vizuální umělkyně a fotografka
- Richter Gerhard
- Ralph Goings
- Gottfried Helnwein
- John Karece
- Ron Kleeman
- Jesús María Lazkano
- David Lawton
- Richard McLean
- Malcolm Morley
- Istvan Sandorfi  Archivováno 9. 3. 2009 na Wayback Machine.
- John Sant
- Jordan Sourtchev [nedostupný zdroj]
- Charles Scheeler
- Ben Schonzeit
- Iledelle Weber

### Zahraniční sochaři
- Ron Mueck
- John De Andrea
- Duane Hanson
- Frederick Hart

### Tuzemští hyperrealističtí malíři
- Karel Balcar
- Zdeněk Beran
- Zdeněk Daněk
- Bedřich Dlouhý
- Miloš Englberth
- Pavel Holý
- Adam Kašpar
- Tomáš Kubík
- Hynek Martinec [1]
- Jan Mikulka
- Pavel Nešleha
- Michal Ožibko
- Jan Petrov
- Theodor Pištěk
- Aldin Popaja
- Pavel Šich
- Zdeněk Trs
- Jan Uldrych
- Blanka Valchářová
- Pavel Vašíček

## Hyperrealismus v literatuře
Hyperrealismus v literatuře se soustředí na popisování daného skutku včetně veškerých podrobností, jedná-li se např. o popis napadení, je přesně zaznamenán každý úder, dopodrobna se líčí z jakého úhlu padla každá rána a pozornosti autora neunikne ani jedna pohmožděnina.
Příkladem takového použití hyperrealismu je román Stefana Castyho Dělat mrtvého (Spelar död), který získal August Prize ve Švédsku v roce 1999. Tento román obsahuje brutální scény, v nichž napadení a zbití mladého člověka je zaznamenáno jak z pohledu oběti, tak z pohledu dívky, která je ve skupině útočníků.
V Česku je hyperrealismus v literatuře spojován především s mladší divadelní tvorbou soudobých dramatiků působících po sametové revoluci, který se rovněž projevuje podrobným líčením poněkud drastických skutečností. Je v ní tak znát patrný vliv západoevropské coolness dramatiky,[zdroj?] jejíž neustále se opakující jednostranná agresivní témata a přehnaný až prázdný vulgarismus je možno v dnešní přesycené době považovat již jen za přežitek.

## Film
Ve filmu se projevil ve vizuálním ztvárnění záběru stylizováním záběru za pomocí kamerových filtrů k dosažení ostrých kontrastních barev. Větší počet hyperrealistických filmů se točí například v Hongkongu. Zvukový realismus jako u režiséra Spika Lee naplňuje zvukovou stopu přemírou zvýrazněných reálných zvuků.
Nejen v zobrazení a zvuku, ale také v rovině příběhu, v logických souvislostech, vnímáme snahu o maximální realističnost.